# Mesochorus longurius
Mesochorus longurius là một loài tò vò trong họ Ichneumonidae.